# Rajapur (Népal)
Pour les articles homonymes, voir Rajapur.
Rajapur (en népalais : राजापुर) est un comité de développement villageois du Népal situé dans le district de Bardiya. Au recensement de 2011, il comptait 12 802 habitants.